# Hickstead
Hickstead (2. března 1996, Nizozemsko – 6. listopadu 2011, Verona) byl KWPN hřebec kanadské stáje Ashlanda Johna Fleischhackera a Erica Lamazeho. Právě Eric Lamaze se stal jeho jezdcem a společně vybojovali mnoho úspěchů, včetně olympijského zlata a stříbra v parkurovém skákání.
Otcem Hicksteada byl velmi úspěšný hřebec Hamlet a děd z matčiny strany byl známý Eckstein, vítěz mnoha Grand Prix a světových pohárů. Hnědák Hickstead za svou kariéru dokázal vyhrát více než 4 miliony dolarů.

## Život
Hickstead se narodil 2. března 1996 v Nizozemsku chovateli Jan van Schijndel. Byl zapsán do Chovatelského svazu holandského teplokrevníka (KWPN), ale v krvi měl i holštýny a plnokrevníky.

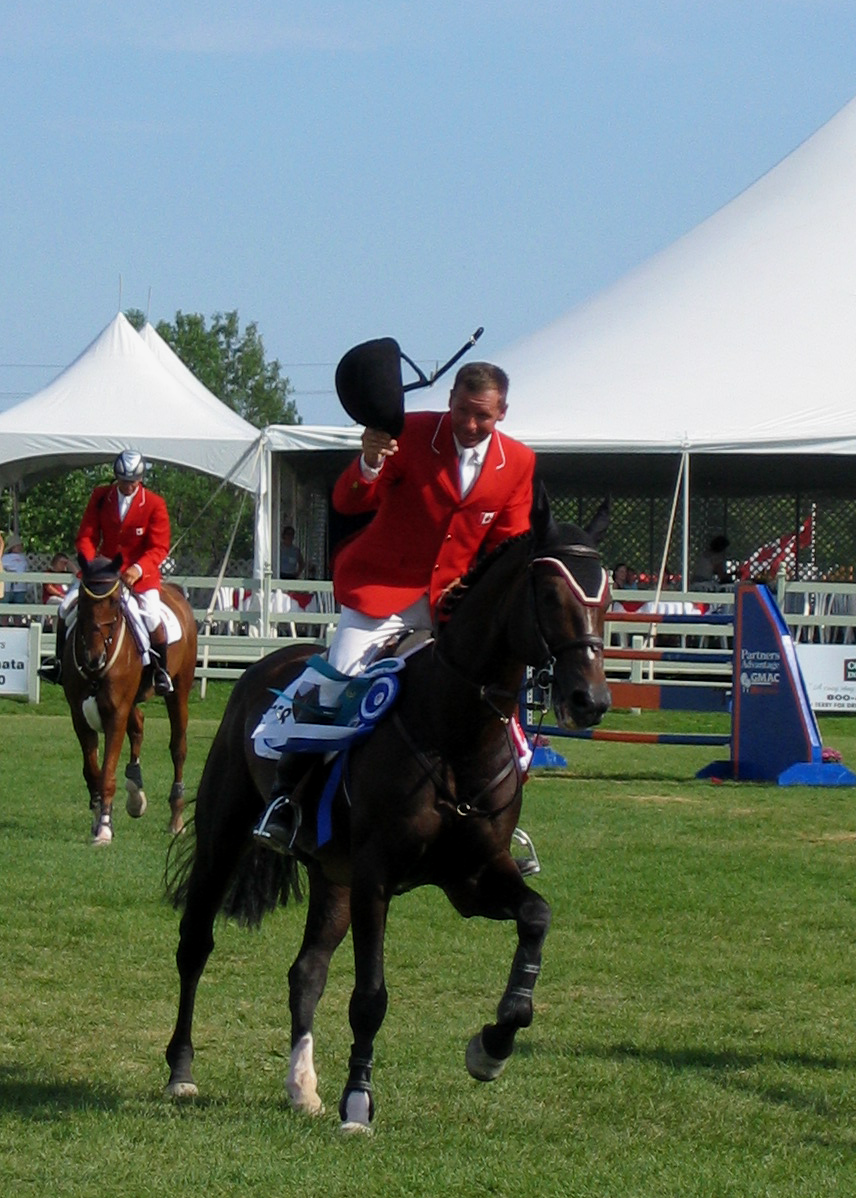
Hickstead a Eric Lamaze

### Nový majitel
V roce 2003 koupila Hicksteada kanadská stáj Ashland Johna Fleischhackera a Erica Lamazeho. V tu dobu bylo Hicksteadovi 7 let a jezdec Lamaze v něm viděl velký skokový potenciál, a proto se spolu začali ihned účastnit soutěží v parkurovém skákání.

### Kariéra

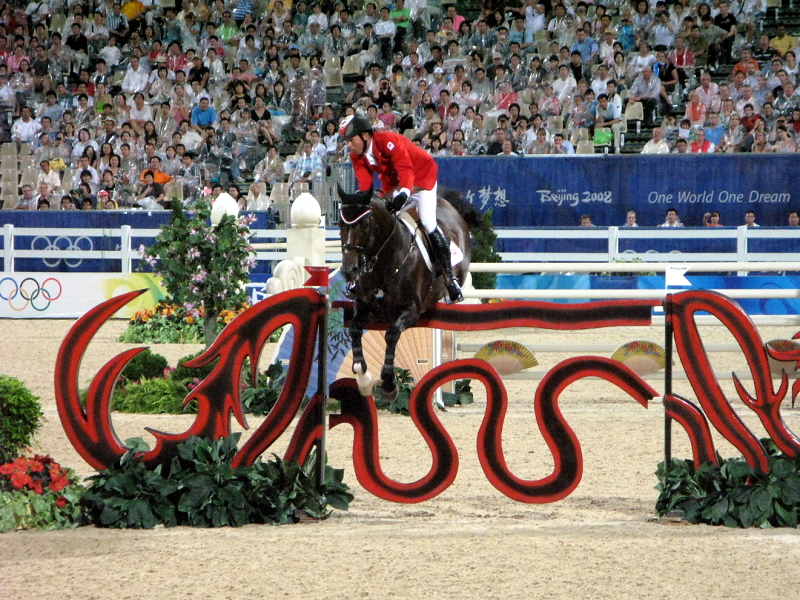
Olympijské hry v Pekingu 2008

První větší výsledky přišly v roce 2006. Hickstead vyhrál se svým týmem Pohár národů na Floridě, umístil se na třetím místě v Grand Prix při CHIO Cáchy a vyhrál Duke Energy Cup ve Spruce Meadows v Calgary v Kanadě. O rok později tam vyhráli prestižní parkur CN International s dotací jeden milion dolarů, kde pak vítězství zopakovali v roce 2011. Na stejném mítinku si tehdy připsali i první z celkem čtyř triumfů v Queen Elizabeth II Cupu v Calgary (další v letech 2008, 2010 a také 2011). Ve stejném roce vyhráli stříbro s týmem a bronz v jednotlivcích na Panamerických hrách.
Rok 2008 byl pro Hicksteada a jeho jezdce tím nejúspěšnějším. Nejdříve vyhráli Grand Prix v Ženevě. Poté se společně zúčastnili hongkongských jezdeckých soutěží pekingských olympijských her, kde získali zlato v jednotlivcích a stříbro s týmem. Jednalo se tak o vůbec první individuální zlatou medaili pro Kanadu z jezdecké disciplíny.
Rok 2009 nebyl příliš úspěšný, až na pár vítězství v soutěžích CSIO a podobné úrovně, ovšem hned následující rok se Hicksteadovi opět mimořádně dařilo. Vyhrál Grand Prix v Cáchách a individuální bronz a týmové stříbro získal na Světových jezdeckých hrách v Kentucky, kde byl odměněn titulem „Nejlepší kůň světa“. Vysloužil si ho zejména skvělým výkonem ve finále Her, které mělo speciální formát: Čtyři fináloví jezdci absolvovali parkur každý čtyřikrát na svém koni a na koni všech svých soupeřů. Hickstead projel jako jediný z finálových koní všechny čtyři parkury čistě. Rok 2011 odstartovali druhým místem ve finále světového poháru v Lipsku a pak během dalších měsíců vyhráli několik dalších významných Grand Prix, včetně Říma, La Baule a podruhé v kariéře v Calgary.
Hickstead se pak měl zúčastnit Olympijských her 2012 v Londýně a po nich ve svých 15 letech ukončit svou sportovní kariéru. Toho se už ale nedožil.

### Smrt
Hicksteadův poslední parkur se odehrál 6. listopadu 2011 na Světovém poháru ve Veroně. Poté, co s Lamazem dokončili parkur s jednou chybou, Hickstead zkolaboval a navzdory rychlé pomoci jezdce a veterinářů se ho nepodařilo zachránit. Soutěž byla po Hicksteadově smrti předčasně ukončena. Po pitvě bylo prokázáno, že slavný parkurový kůň zemřel v důsledku prasknutí aorty.

## Odkaz
Hickstead byl zpopelněn a na jeho počest byla postavena jeho socha v jezdeckém areálu Spruce Meadows v Calgary v Kanadě, kde dosáhl Hickstead řady úspěchů. V roce 2021 byl se svým jezdcem Ericem Lamazem uveden do Kanadské sportovní síně slávy.

## Plemeník
Kromě sportovní dráhy působil Hickstead také jako plemeník. Jeho nejúspěšnějším potomkem je Cayman Jolly Jumper, vítěz Grand Prix Hermès v Paříži 2025 a Rolex Grand Slam Grand Prix v Den Boschi 2025 s Francouzem Simonem Delestrem.